# مجلس أوزبكستان التشريعي
مجلس أوزبكستان التشريعي (بالإنجليزية: Legislative Chamber of Uzbekistan) هو أحد مجلسي البرلمان الوطني في جمهورية أوزبكستان، ويُعرف بأنه المجلس الأدنى (lower house) في الجمعية العليا (Oliy Majlis). يتألف المجلس من 150 عضوًا يتم انتخابهم عبر اقتراع عام مباشر يُجرى كل خمس سنوات. يلعب المجلس دورًا رئيسيًا في سن التشريعات، وإقرار الميزانية الوطنية، وممارسة الرقابة البرلمانية على أداء الحكومة. يعمل بالتوازي مع مجلس الشيوخ (Senate)، الذي يُعد المجلس الأعلى (upper house) ، لضمان التوازن في العملية التشريعية داخل الدولة.

### الدورات الانتخابية
تُجرى انتخابات المجلس كل خمس سنوات. على سبيل المثال، أُجريت الانتخابات الأخيرة في 27 أكتوبر 2024، ومن المتوقع أن تُجرى الانتخابات التالية في أكتوبر 2029

### الدور التشريعي
يُعنى مجلس أوزبكستان التشريعي بصياغة القوانين، والموافقة على مشروع الميزانية السنوية، ومراقبة أعمال السلطة التنفيذية، بالإضافة إلى مناقشة القضايا السياسية والاجتماعية والاقتصادية المهمة. يعمل هذا المجلس جنبًا إلى جنب مع مجلس الشيوخ ضمن نظام تشريعي ذي مجلسين (bicameral legislature) ، مما يسهم في تحقيق توازن سلطوي وتشريعي فعّال في البلاد.

## طالع أيضًا
- الجمعية العليا (أوزبكستان)